# Neue Galerie Gladbeck
Die Neue Galerie Gladbeck ist ein öffentlicher Ausstellungsort in Gladbeck (Kreis Recklinghausen).

## Historie
Seit 1995 ist die Galerie Gladbeck – damals unter dem Namen „Städtische Galerie im Rathauspark“ – in der ehemaligen Stadtbücherei nahe dem Rathaus in Gladbeck untergebracht. Seit der Eröffnung des Neubaus am 13. November 2009 firmiert sie unter dem Namen „Neue Galerie Gladbeck“. Unter der künstlerischen Leitung von Luisa Schlotterbeck realisiert die Galerie nach eigenen Angaben jährlich vier Ausstellungen zeitgenössischer Künstler. Im Fokus stehen dabei malerische Positionen.

## Künstler (Auswahl)
- Robert Acuña
- Axel Anklam
- Johannes Brus
- André Butzer
- Tatjana Doll
- Markus Draper
- Sven Drühl
- Marcel van Eeden
- Michaela Eichwald
- Sławomir Elsner
- Ruud van Empel
- Valérie Favre
- Wolfgang Flad
- Pia Fries
- Torben Giehler
- Eckart Hahn
- Ann-Kristin Hamm
- Eberhard Havekost
- Candida Höfer
- Andy Hope
- Leiko Ikemura
- Michael Jäger
- Anja Jensen
- Ruprecht von Kaufmann
- Helena Parada Kim
- Martin Kobe
- Dieter Krieg
- Andrea Lehmann
- Vera Lossau
- Martin Kobe
- Jürgen Meyer
- Wilhelm Mundt
- Frank Nitsche
- Erwin Olaf
- Werner Pokorny
- Nicola Samorì
- Thomas Scheibitz
- Cornelia Schleime
- David Schnell
- Paul Schwer
- Cindy Sherman
- Henning Strassburger
- Cornelius Völker
- Donata Wenders
- Thomas Wrede
- Peter Zimmermann

Quelle: